# Japansk Kærlighed
Japansk Kærlighed (originaltitel J'ai tué!) er en fransk stumfilm fra 1924 af Roger Lion.

## Medvirkende
- Sessue Hayakawa som Hideo
- Huguette Duflos som Huguette Dumontal
- Max Maxudian
- Maurice Sigrist som Gérard Dumontal
- Pierre Daltour som Harry Verian
- Jules de Spoly som Comte Ricardo
- Denise Legeay som de Calix
- André Volbert